# Hermine de Clermont-Tonnerre
Pour les articles homonymes, voir Clermont-Tonnerre.
Marie-Hermine de Clermont-Tonnerre, dite Hermine de Clermont-Tonnerre, également connue sous le pseudonyme de princesse de Clermont-Tonnerre, née le 3 février 1966 à Boulogne-Billancourt (Hauts-de-Seine) et morte le 3 juillet 2020 au Kremlin-Bicêtre (Val-de-Marne), est une personnalité mondaine française.
Membre de la maison de Clermont-Tonnerre, styliste, communicante, ayant publié plusieurs ouvrages dont des guides de savoir-vivre, elle est surtout connue du grand public pour sa participation à diverses émissions de télévision.

## Biographie

### Famille
Marie-Hermine Antoinette de Clermont-Tonnerre naît le 3 février 1966, à Boulogne-Billancourt dans les Hauts-de-Seine,.
Fille de Charles Henri (1934-1999), 11e duc de Clermont-Tonnerre et 9e prince de Clermont-Tonnerre — titre pontifical de prince non reconnu en France, accordé à sa famille en 1823 et confirmé en 1911, —, et d'Anne Moranvillé (1939), Hermine de Clermont-Tonnerre est la sœur de l'actuel duc de Clermont-Tonnerre, Aynar (né en 1962), de la branche aînée de la maison de Clermont-Tonnerre.
Elle est connue sous le titre de princesse de Clermont-Tonnerre,, sous lequel elle a publié plusieurs ouvrages.

### Carrière
Elle devient à 22 ans styliste chez Dior puis fonde une société de communication événementielle. En 1996, elle publie Politesse oblige : le savoir-vivre aujourd'hui. Dans les années 2000, elle publie Un jour, mon prince viendra, puis Mon prince est venu : pour un temps, pour longtemps, ou pour toujours ? et d'autres textes à caractère autobiographique aux éditions Jean-Claude Lattès.
Elle participe à six éditions du Rallye des Princesses, événement automobile réservé aux femmes au volant de voitures de collection qui traversent la France de Paris à Monaco chaque année au mois de juin. En 2009, elle fait notamment équipe avec Valérie Bénaïm.
À la télévision, elle a été invitée plusieurs fois dans les émissions J'y vais, j'y vais pas…, C'est mon choix, etc. Elle est membre du jury de l'élection de Miss France 2003, qui a lieu le 14 décembre 2002 et est diffusée sur TF1. Sur la même chaîne, elle a été candidate dans deux émissions de télé-réalité : Fear Factor en 2004 et La Ferme Célébrités en Afrique en 2010, programme dans lequel elle défend l'association Mécénat Chirurgie cardiaque.
Artiste plasticienne, elle a dévoilé au fil de ses toiles et de ses installations son univers créatif fantasque et sa passion effrénée pour la vie. Son moteur est de mettre de « L'art dans la vie, de la vie dans l'art, de la vie dans la vie » et porter haut sa devise : « Rien ne se perd, tout se transforme pour une seconde vie ».

### Vie privée
En 1999, elle épouse Alastair Cuddeford. Ensemble, ils ont deux enfants : Allegra et Calixte ; le couple se sépare en juillet 2009.
Elle a été en couple avec l'homme politique Georges Fenech,.

### Mort

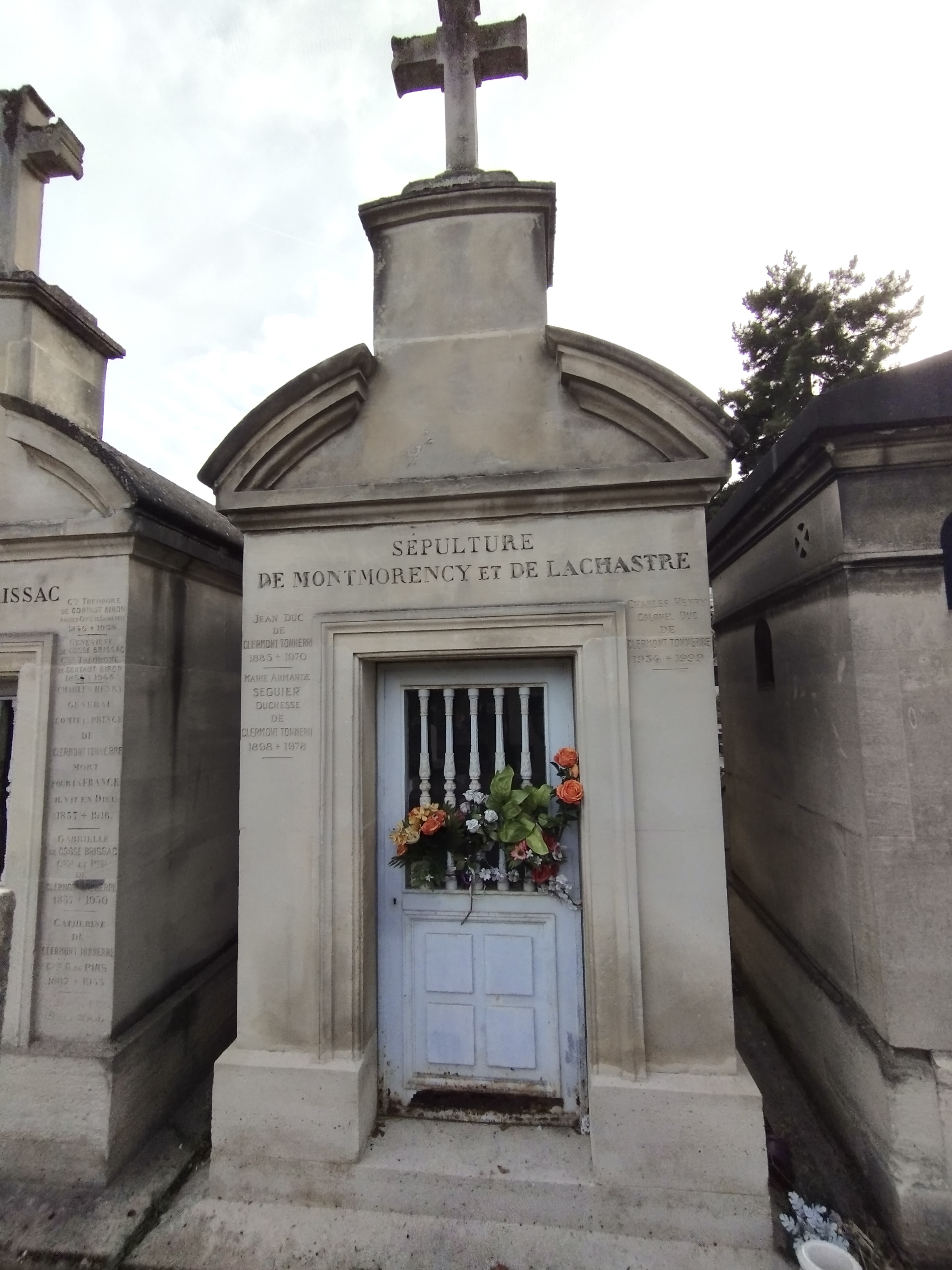
Sépulture familiale au cimetière du Montparnasse (division 1).

Le 1er juin 2020, Hermine de Clermont-Tonnerre, victime d'un grave accident de moto, est plongée dans le coma à l'hôpital Bicêtre,. Elle meurt à l’hôpital des suites de ses blessures le 3 juillet 2020, au Kremlin-Bicêtre.
Ses obsèques se déroulent le 9 juillet 2020 en l'église Saint-Pierre de Montmartre, suivies de l'inhumation dans le caveau familial au cimetière du Montparnasse (division 1).

## Filmographie

### Cinéma (figurante)
- 1997 : Alliance cherche doigt de Jean-Pierre Mocky : Catherine Ramblat
- 1998 : Riches, belles, etc. de Bunny Godillot
- 2002 : Trois zéros de Fabien Onteniente : elle-même

## Ouvrages
Hermine de Clermont-Tonnerre a écrit plusieurs livres signés Princesse Hermine de Clermont-Tonnerre :
- 1996 : Politesse oblige : Le Savoir-Vivre aujourd'hui, L'Archipel, 328 p.  (ISBN 2-909241-96-3)
- 2003 : nouv. éd. augm. Politesse oblige : savoir-vivre au XXIe siècle, L'Archipel, 369 p. (ISBN 2-84187-463-X)
- 2001 : Un jour mon prince viendra, mais où, quand, comment ? : Savoir-aimer, Michel Lafon, 213 p.  (ISBN 2-84098-660-4)
- 2005 : Mon prince est venu : pour un temps, pour longtemps, ou pour toujours ?, Michel Lafon, 235 p.  (ISBN 2-7499-0294-0)
- 2009 : L'Art et la manière du discours de mariage, en coll. avec Éric Le Gall et Anne Lavédrine, Jean-Claude Lattès, 158 p.  (ISBN 978-2-7096-3425-0)

### Préfacière
- 2008 : Comment je suis devenu un supermondain : Rallyes, bottin mondain, bal des Debs… Le parcours très secret des pros de l'incruste, d'Éric Bonnet, Le Rocher, coll. « Document », 210 p.  (ISBN 978-2-268-06443-7)